# Lakhonepheng
Lakhonepheng (tiếng Lào: ເມືອງລະຄອນເພັງ) là một huyện (muang, mường) thuộc tỉnh Saravane ở hạ Lào .